# ینی‌کند
ینی‌کند (به ترکی آذربایجانی: Yenikənd، شناخته شده به عنوان Qirmizi Oktyabr تا سال ۲۰۰۱) یک منطقه مسکونی در جمهوری آذربایجان است که در شهرستان اسماعیللی واقع شده‌است.